# Mesosemia esmeralda
Mesosemia esmeralda is een vlindersoort uit de familie van de prachtvlinders (Riodinidae), onderfamilie Riodininae.
Mesosemia esmeralda werd in 1989 beschreven door Gallard & Brévignon.